# Chervonoarmiis'ke (Raión de Bolhrad)
Kubei (en ucraniano: Кубей) es un pueblo ucraniano perteneciente al óblast de Odesa. Situado en el suroeste del país, es parte del raión de Bolgrado y centro del municipio (hromada) homónimo.

## Toponimia
El nombre oficial del pueblo es Kubey, pero su historia es muy diversa y tiene numerosas comunidades étnicas, por lo que recibe otros nombres (en ruso: Кубей, romanizado: Kubei; en búlgaro: Кубей; en rumano: Cubei). Entre 1952 y 2016, el nombre del lugar era Chervonoarmiske (en ucraniano: Червоноармійське; en ruso: Червоноармейское, romanizado: Chervonoarmeiskoye), cambiado por las leyes de descomunización de Ucrania.

## Geografía
Kubey se encuentra a orillas del río Karasulak, en la frontera entre Ucrania y Moldavia, 20 km al noreste de Bolgrado y 200 km al suroeste de Odesa. 

## Historia
En los siglos XVI-XVIII, en este lugar había un asentamiento seminómada de tártaros nogayos conocido como Kubey.
El pueblo fue fundado en 1809 por colonos búlgaros y gagaúzos que llegaron del sur del Danubio, principalmente de la zona de Shumen (el pueblo no apareció en los mapas administrativos de Besarabia hasta 1814). Los colonos recibieron de las autoridades zaristas 60 hectáreas de tierra para cultivar, pero sin tener derecho a venderlas. En los últimos 50 años del siglo XIX, Kubey se convirtió en uno de los centros más importantes de las colonias búlgaras en el sur de Besarabia.
Tras el tratado de París de 1856, que puso fin a la guerra de Crimea (1853-1856), Rusia cedió una franja de tierra en el suroeste de Besarabia al principado de Moldavia. El pueblo de Kubey estaba situado en el territorio restante del Imperio ruso, convirtiéndose en una ciudad fronteriza. Aquí se establecieron un puesto de aduanas en la carretera Chisináu-Izmaíl-Galati, un puesto de cuarentena y una estación de correos. Huyendo de las persecuciones de la policía austríaca y de los turcos, el revolucionario y poeta búlgaro Georgi Sava Rakovski vivió aquí un tiempo.En el verano de 1871, las autoridades zaristas abolieron los privilegios de los colonos y tras el tratado de Berlín de 1878, Rumania se vio obligada a ceder el territorio del sur de Besarabia al Imperio ruso, por lo que Kubey perdió así su importancia como punto fronterizo.
Desde 1918, tras la Primera Guerra Mundial, toda Besarabia fueron gobernadas por el reino de Rumania hasta junio de 1940. En 1940 Kubey fue tomada por soviéticos como parte de las cláusulas del pacto Ribbentrop-Mólotov e incluida en el óblast de Izmaíl de la RSS de Ucrania. 
Durante la Segunda Guerra Mundial, el régimen de Antonescu de Rumania ocupó Budyak entre 1941 y 1944. Tras el fin de la guerra, Kubey volvió a formar parte del óblast de Izmaíl, que fue absorbido por el óblast de Odesa en 1954. En 1947, las autoridades soviéticas cambiaron el nombre oficial del pueblo de Kubey a Chervonoarmiske.
El pueblo recuperó su nombre original en 2016 con las leyes de descomunización de Ucrania.

## Demografía
La evolución de la población de Kubey entre 1848 y 2022 fue la siguiente:
| 1516                                                          | 1497 | 2567 | 4038 | 6567 | 6701 | 6544 | 5164 |
| (Fuente: Cities & Towns of Ukraine y UKRAINE: Größere Städte) |      |      |      |      |      |      |      |

Según el censo de 2001, la lengua materna de la mayoría de los habitantes, el 62,12%, es el búlgaro; del 26,56%, el gagaúzo; el ruso del 9,44%; y del ucraniano, 1,53%. En el censo de 1930, los búlgaros representaban el 50,30% de la población, el 47,33% eran gagaúzos y el 1,23% eran rumanos.

## Economía
Los habitantes del pueblo de Kubey se dedican principalmente a la agricultura y la ganadería. Se cultivan cereales (trigo de invierno, centeno, maíz), vides y árboles frutales, así como se crían de ovejas.

## Infraestructura

### Transporte
Por el pueblo pasan las carreteras territoriales T-16-08 y T-16-32.

## Cultura

### Festividades
Desde 2018, cada verano se celebra en Kubey un festival étnico búlgaro y el día de Trifón Zarezan se celebra una procesión festiva, se preparan platos tradicionales búlgaros y se bebe vino.